# Thiago Santamaría
Thiago Santamaría (Pilar, 4 aprile 2003) è un calciatore argentino, difensore dell'Argentinos Juniors.

## Caratteristiche tecniche
Gioca come terzino destro.

## Carriera
Santamaría è cresciuto nel settore giovanile dell'Argentinos Juniors, con cui ha debuttato il 28 gennaio 2024 nell'incontro di Copa de la Liga Profesional pareggiato 1-1 contro il River Plate. Ha segnato il suo primo gol il 26 febbraio seguente nel successo per 3-1 contro il Platense.

## Statistiche

### Presenze e reti nei club
Statistiche aggiornate al 30 maggio 2024.
| Stagione        | Squadra            | Campionato      | Campionato | Campionato | Coppe nazionali | Coppe nazionali | Coppe nazionali | Coppe continentali | Coppe continentali | Coppe continentali | Altre coppe | Altre coppe | Altre coppe | Totale | Totale | Totale |
| Stagione        | Squadra            | Comp            | Pres       | Reti       | Comp            | Pres            | Reti            | Comp               | Pres               | Reti               | Comp        | Pres        | Reti        | Pres   | Reti   |        |
| --------------- | ------------------ | --------------- | ---------- | ---------- | --------------- | --------------- | --------------- | ------------------ | ------------------ | ------------------ | ----------- | ----------- | ----------- | ------ | ------ | ------ |
| 2024            | Argentinos Juniors | PD              | 4          | 0          | CA+CdL          | 0+11            | 1               | CS                 | 0                  | 0                  |             | -           | -           | 15     | 1      |        |
| Totale carriera | Totale carriera    | Totale carriera | 4          | 0          |                 | 11              | 1               |                    | 0                  | 0                  |             | -           | -           | 15     | 1      |        |